# Iconology
| Recensione           | Giudizio |
| -------------------- | -------- |
| Entertainment Weekly | B        |
| The Line of Best Fit | 9/10     |
| NME                  |          |

Iconology è il primo EP della rapper statunitense Missy Elliott, pubblicato il 23 agosto 2019 dall'etichetta Atlantic Records.
Il progetto compone di cinque tracce, la cui produzione è affidata al suo storico produttore Timbaland.

## Tracce
1. Throw It Back – 3:13 (Michael Aristotle, William Jared Buggs, Melissa Elliott, Quintin Ernest Talbert)
2. Cool Off – 2:15 (Michael Aristotle, William Jared Buggs, Melissa Elliott, Quintin Ernest Talbert)
3. DripDemeanor – 3:52 (Corte Ellis, Melissa Elliott, Timothy Mosley)
4. Why I Still Love You – 2:49 (Melissa Elliott, Timothy Mosley)
5. Why I Still Love You (Acapella) – 2:40 (Melissa Elliott, Timothy Mosley)